# MacGuffin
Pour l’article homonyme, voir MacGuffin (cryptologie).

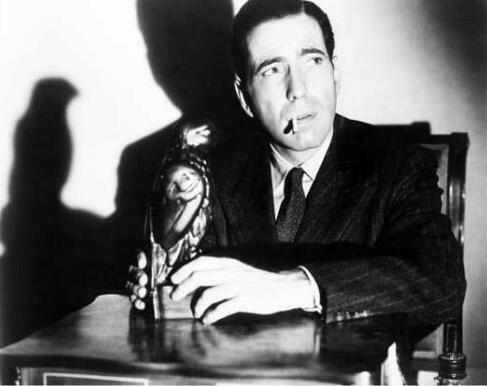
Humphrey Bogart dans le film noir américain "le faucon Maltais" (1941)

Le MacGuffin est un prétexte au développement d'un scénario. C'est presque toujours un objet matériel et il demeure généralement mystérieux au cours de la diégèse, sa description est vague et sans importance. Le principe date des débuts du cinéma mais l'expression est associée à Alfred Hitchcock, qui l'a redéfinie, popularisée et mise en pratique dans plusieurs de ses films. L'objet lui-même n'est que rarement utilisé, seule sa récupération compte.

## Origine
Selon le Oxford English Dictionary, Hitchcock a défini le MacGuffin lors d'une conférence donnée en 1939 à l'université Columbia : « Au studio, nous appelons ça le MacGuffin. C'est l'élément moteur qui apparaît dans n'importe quel scénario. Dans les histoires de voleurs c'est presque toujours le collier, et dans les histoires d'espionnage, c'est fatalement le document. »
Il se peut que le créateur de l'expression soit Angus MacPhail, scénariste et ami de Hitchcock.
Hitchcock emploie ce concept à maintes reprises : par exemple les formules secrètes des 39 marches, l'uranium dans les bouteilles de vin dans Les Enchaînés, la somme d'argent volée dans Psychose et Pas de printemps pour Marnie, le couple d'inséparables dans Les Oiseaux ou bien les bijoux dans La Main au collet. Pour Hitchcock lui-même, son meilleur MacGuffin était celui de La Mort aux trousses car les « secrets du gouvernement » dont il est question durant tout le film n'existent même pas sous la forme de documents : ils restent une pure abstraction.
Dans son œuvre, le MacGuffin et les convoitises qu'il suscite entraînent les héros dans moult péripéties, si bien que l'élément lui-même perd de son importance et est vite oublié.
Hitchcock a raconté l'histoire suivante à François Truffaut, :

« Deux voyageurs se trouvent dans un train allant de Londres à Édimbourg. L'un dit à l'autre : « Excusez-moi, monsieur, mais qu'est-ce que ce paquet à l'aspect bizarre que vous avez placé dans le filet au-dessus de votre tête ? — Ah ça, c'est un MacGuffin. — Qu'est-ce que c'est un MacGuffin ? — Eh bien, c'est un appareil pour attraper les lions dans les montagnes d'Écosse — Mais il n'y a pas de lions dans les montagnes d'Écosse. — Dans ce cas, ce n'est pas un MacGuffin ». »

— Alfred Hitchcock à François Truffaut, Hitchcock/Truffaut (1967).
Hitchcock utilisait souvent cette anecdote pour se moquer de ceux qui exigent une explication et une cohérence parfaite pour tous les éléments d'un film, qu'il appelle les « vraisemblants ». Ce qui l'intéressait était de manipuler le spectateur, sans attacher trop d'importance aux petites approximations. Il considérait les films comme un spectacle en soi et non une copie conforme de la réalité. C'est pourquoi le MacGuffin est totalement anecdotique dans son œuvre : c'est un élément de l'histoire qui sert à l'initialiser, voire à la justifier, mais qui se révèle, en fait, sans grande importance.
Dans Le Grand Frisson (1977), film parodique de l'œuvre de Hitchcock, Mel Brooks met en scène un appel téléphonique que passe un certain « Mr MacGuffin ».

## Autres réalisateurs
- Dans Le Faucon maltais (1941), de John Huston, le MacGuffin est la statuette nommée le Faucon maltais.
- Le film de Robert Aldrich En quatrième vitesse (Kiss me deadly en VO) de 1955 tourne autour d'un mystérieux élément inflammable qui est le MacGuffin du film et qui renouvelle le mythe de la Boîte de Pandore lors d'un final terrifiant.
- Dans Bons baisers de Russie (1963), de Terence Young, les personnages principaux cherchent à obtenir le lecteur de déchiffrement que les Russes ont inventé.
- Dans Arabesque (1966), de Stanley Donen, un orientaliste doit déchiffrer un hiéroglyphe hittite qui se révèle n'avoir aucune importance.
- Dans Le Passager de la pluie (1969), de René Clément, on trouve un certain passager McGuffin.
- Dans L'Homme au pistolet d'or (1974), de Guy Hamilton, James Bond (Roger Moore) est mandaté pour récupérer l'Agitateur Sol-X, un dispositif censé mettre fin à la crise énergétique et dont son adversaire Francisco Scaramanga (Christopher Lee) cherche également à prendre possession.
- Dans La Formule (1980), de John G. Avildsen, une formule chimique découverte par les nazis sert de prétexte à l'intrigue.
- Dans Rien que pour vos yeux (1981), de John Glen, le MacGuffin est le système ATAC, un dispositif britannique top secret servant au lancement de missiles et que les personnages principaux cherchent à s'approprier.
- Ce concept est aussi très utilisé dans les films d’Indiana Jones de Steven Spielberg. Ainsi, les MacGuffin sont l'arche d'alliance perdue dans Les Aventuriers de l'arche perdue (1981), les trois pierres dans Indiana Jones et le Temple maudit (1984), le Saint Graal dans Indiana Jones et la Dernière Croisade (1989), le crâne de cristal dans Indiana Jones et le Royaume du crâne de cristal (2008) et le cadran de la destinée dans Indiana Jones et le Cadran de la destinée (2023). Dans chacun de ces cas, les objets sont censés offrir quelque chose aux antagonistes des films et ils trouvent la mort en tentant de se l'approprier.
- Dans Frantic (1988), de Roman Polanski, Richard Walker (Harrison Ford), devra mettre la main sur le krytron, élément essentiel au fonctionnement d'une bombe atomique qui, convoité par des terroristes, lui sera nécessaire afin de retrouver sa femme.
- Pulp Fiction (1994), de Quentin Tarantino, dans lequel un attaché-case, dont le contenu mystérieux ne se manifeste que par une lumière dorée, passe entre les mains des protagonistes. Il s'agit d'une claire évocation de la mallette d'uranium, le MacGuffin de En quatrième vitesse (1955) de Robert Aldrich.
- La Prisonnière espagnole (1997), de David Mamet, raconte une arnaque sur un procédé industriel que l'on ne connaîtra jamais.
- Dans Ronin (1998), de John Frankenheimer, des espions russes et irlandais se disputent un mystérieux paquet ; celui-ci n'est jamais ouvert, ce qui n'enlève rien au suspens et à l'action intense du film, au contraire puisque la question du contenu est régulièrement posée tout au long du film, jusqu'à la dernière scène.
- Dans Snatch : Tu braques ou tu raques (2000) de Guy Ritchie, le MacGuffin est un diamant de 84 carats.
- Dans La Demoiselle d'honneur (2004), de Claude Chabrol, lui-même grand admirateur de Hitchcock, introduit une statue de Flore qui lance le film, mais dont l'importance décroît progressivement.
- La plupart des épisodes des Simpson reprennent ce concept. Ainsi chaque épisode commence par un élément qui va lancer l'histoire de l'épisode puis cet élément sera soit effacé soit relégué au second plan.
- Dans Mission impossible 3 (2006) de J. J. Abrams, le MacGuffin est la « patte de lapin », un objet que les personnages principaux doivent récupérer.
- Dans RocknRolla (2008) de Guy Ritchie, le MacGuffin est un tableau qui fascine tous les personnages du film.
- Dans Night and Day (2010), de James Mangold, Roy Miller (Tom Cruise) doit conserver le « Zéphyr », objet convoité auquel est attribué une grande puissance énergétique (il peut éclairer une ville ou un sous-marin).
- Dans Skyfall (2012), de Sam Mendes, le disque-dur volé qui s'avère contenir une liste d'agents de l'OTAN infiltrés dans des organisations criminelles sert de MacGuffin. Il a une certaine importance durant le début du film mais sera réduit au second plan par la suite avant de disparaître complètement de l'histoire.
- Dans Through the Never (2013) de Nimród Antal, pendant le concert de Metallica, le jeune roadie joué par Dane DeHaan est chargé de récupérer une sacoche "très importante pour le groupe" mais dont le contenu n'est jamais révélé.
- Dans The Rover (2013) de David Michôd, le MacGuffin est la voiture du protagoniste, qui lui est dérobée par des criminels.
- Les pierres d'Infinité constituent le MacGuffin d'une grande partie des films des trois premières phases de Univers cinématographique Marvel.

## Philosophie
Le philosophe Slavoj Žižek, grand admirateur de Hitchcock, utilise le concept du MacGuffin comme illustration de principes structurels de la psychanalyse de Jacques Lacan dans son livre Everything You Always Wanted to Know About Lacan (But Were Afraid to Ask Hitchcock).
En 2003, Žižek a comparé les supposées armes de destructions massives d'Irak au MacGuffin.
Mais avant lui, c'est Hans Blumenberg qui applique le concept à l'ensemble de l'œuvre de Martin Heidegger : dans un article publié le 27 mai 1987 dans le Frankfurter Allgemeine Zeitung, Blumenberg compare l'Être chez Heidegger au MacGuffin en ce sens que la quête de ce que l'Être est n'aboutit pas (le second tome de "Sein und Zeit" n'est jamais écrit). De la même façon que seule la quête du héros de Hitchcock intéresse le spectateur, le MacGuffin étant le prétexte, de même seul l'effort du Dasein pour s'emparer de l'Être (d'ailleurs ultimement associé par Heidegger au néant) a, selon Blumenberg, quelque importance.

## Théâtre
Le MacGuffin a été repris dans la pièce de théâtre d'Eugène Durif, Mais où est donc MacGuffin ?, qui, sous le prétexte d'une bague perdue, tente de comprendre ce qu'est le théâtre et ce que signifie jouer.